# Republican In Name Only

Il simbolo "No RINOs" di Celeste Greig

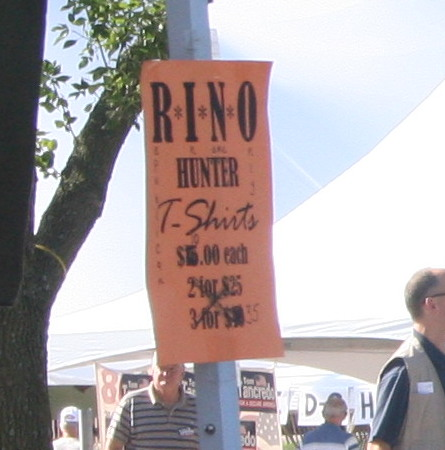
Magliette "RINO Hunter" pubblicizzate per la vendita allo Iowa Straw Poll 2007

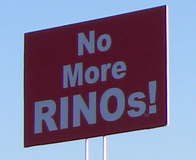
"Niente più RINO!" cartello a una protesta del movimento Tea Party del 2010 in Minnesota

Nella politica statunitense, Republican In Name Only (lett. "repubblicano solo di nome") è un termine peggiorativo usato per descrivere i politici del Partito Repubblicano ritenuti non sufficientemente fedeli al partito o disallineati rispetto all'ideologia del partito. Termini simili sono stati usati già all'inizio del 1900, tuttavia l'acronimo RINO è diventato popolare solo negli anni '90. Il presidente Donald Trump lo usa per descrivere i suoi critici all'interno del Partito Repubblicano.

## Origini del termine
Nel 1912, l'ex presidente Theodore Roosevelt, l'allora presidente William Howard Taft e il senatore Robert M. La Follette combatterono per il controllo ideologico del Partito Repubblicano e ciascuno denunciò gli altri due avversari come "not really Republican" (lett. "Non proprio repubblicani").  La frase repubblicano solo di nome è emersa come peggiorativo politico popolare solo negli anni '20, '50 e '80.
La prima apparizione stampata conosciuta del termine RINO avvenne nel giornale allora chiamato The Union Leader, edito a Manchester, New Hampshire. È stato inventato in modo da essere abbreviato in "RINO", e pronunciato per suonare come "rinoceronte", in inglese "rhino", appunto.
(John DiStaso  Merrill Taps Scamman, Strome and a Thomson, in New Hampshire Union Leader, 31 dicembre, 1992.)
Già nel 1992 nella New Hampshire State House sono stati individuati simboli con la barra rossa che attraversa l'immagine di un rinoceronte. Nel 1993, il futuro presidente dell'Assemblea repubblicana della California Celeste Greig ha distribuito stemmi con una barra rossa sopra la parola RINO per esprimere opposizione al sindaco di Los Angeles Richard Riordan. Il termine è entrato in uso diffuso durante i successivi cicli elettorali.

## Utilizzo
Durante le primarie repubblicane, alcune organizzazioni conservatrici presero di mira i repubblicani RINO che non adottarono le loro posizioni. La Federazione nazionale delle assemblee repubblicane ha avviato il "RINO Hunters' Club", che ritengono che i "RINOs" siano troppo moderati su questioni come tasse, diritti sulle armi e aborto. L'organizzazione fiscalmente conservatrice 501 (c) 4, Club for Growth, ha inventato l'elenco "RINO Watch" per monitorare "i titolari di cariche repubblicane in tutta la nazione che hanno avanzato politiche eclatanti contro la crescita, la libertà o il libero mercato"; altri gruppi conservatori hanno pubblicato elenchi simili.

### Donald Trump

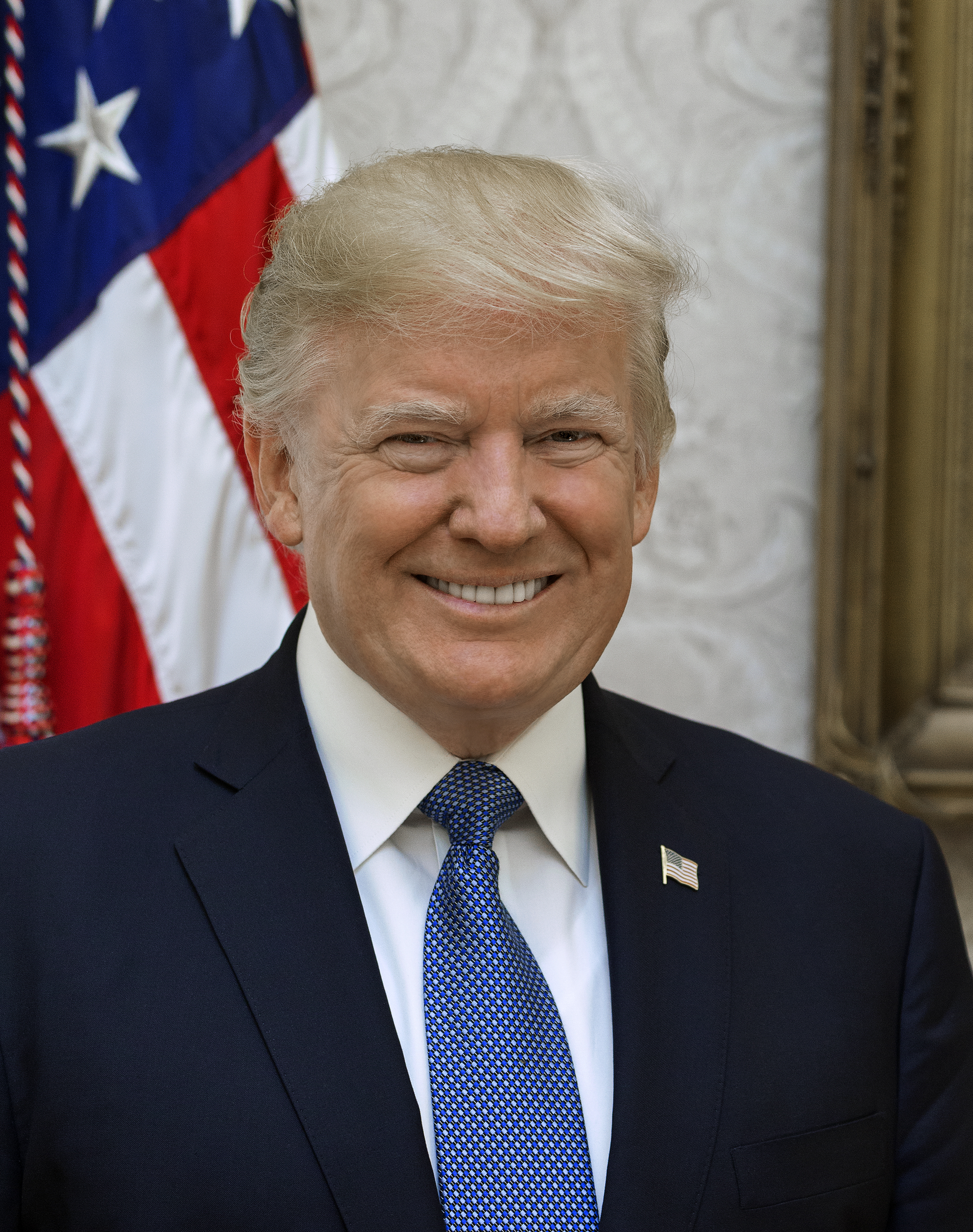
Donald Trump, ex presidente degli Stati Uniti, che spesso usava il termine "RINO" come un insulto.

Donald Trump ha spesso usato il termine per descrivere i suoi oppositori all'interno del Partito Repubblicano. Durante le elezioni presidenziali del 2020 negli Stati Uniti, Donald Trump ha usato il termine per riferirsi al governatore della Georgia, Brian Kemp, e al segretario di Stato della Georgia, Brad Raffensperger, a causa del loro rifiuto di contestare i risultati elettorali in Georgia durante i tentativi di ribaltare il Elezioni presidenziali negli Stati Uniti del 2020 . Ha anche usato il termine per riferirsi al governatore del Maryland Larry Hogan in un tweet, così come ai repubblicani della Camera e del Senato che hanno votato per metterlo sotto accusa e condannarlo durante la sua seconda impeachment dopo l'attacco del 6 gennaio al Campidoglio degli Stati Uniti o che hanno votato per il Bipartisan Infrastructure Bill sostenuto dal presidente Joe Biden . Recentemente, il termine è stato usato per descrivere i critici repubblicani dell'ex presidente Donald Trump, con lo stesso Trump che ha twittato che i repubblicani del Congresso che hanno riconosciuto Joe Biden come il vincitore delle elezioni presidenziali statunitensi del 2020 sono RINO. Alcuni repubblicani critici nei confronti di Trump hanno usato occasionalmente l'epiteto per descrivere lo stesso Trump.
Dopo la morte dell'ex Segretario di Stato Colin Powell nel 2021, Trump lo ha descritto come un "RINO classico".

## Termini simili
Il concetto di essere un membro non autentico del Partito Repubblicano non rappresentando la sua fazione più conservatrice è un tema ricorrente nella storia del Partito.

### Repubblicani Me-Too
Negli anni '30 e '40, il termine "Me-too Republicans" descriveva coloro che erano favorevoli ad un accordo con il Partito Democratico, proclamando solo differenze filosofiche minori o moderatrici. Un esempio è il due volte candidato alla presidenza Thomas E. Dewey, che ha corso contro il popolare Franklin D. Roosevelt e il suo successore Harry Truman . Dewey non si oppose del tutto ai programmi del New Deal di Roosevelt, ma si limitò a fare una campagna sulla promessa che i repubblicani li avrebbero gestiti in modo più efficiente e meno corrotto.
(Franklin D. Roosevelt, Presidente degli Stati Uniti e Democratico,
riferendosi al pubblico durante un evento del Partito Democratico a New York nel Settembre 1936)
Dal 1936 al 1976, i membri più centristi del Partito Repubblicano vinsero spesso la nomination nazionale con candidati come Alf Landon, Wendell Willkie, Thomas E. Dewey, Dwight D. Eisenhower, Richard Nixon e Gerald Ford. La maggioranza del Partito Repubblicano era generalmente favorevole al New Deal. Negli anni '50, conservatori come Robert A. Taft e Barry Goldwater, che si schierarono contro i "Me-too Republicans", erano considerati al di fuori della maggioranza del partito; Fu presa in seria considerazione l'idea di lasciare l'allora GOP e formare un nuovo partito ultraconservatore in coalizione con i Democratici dei "diritti degli Stati" del Sud.

### Nixoniani e repubblicani Rockefeller
Negli anni '60 e '70, i repubblicani considerati liberali in politica interna ma aggressivi in politica estera venivano talvolta chiamati " nixoniani" o " repubblicani Rockefeller". Il termine nixoniano assunse altri significati dopo lo scandalo Watergate.

### Repubblicani "gypsy moth"
Negli anni '80, il termine repubblicani "gypsy moth" descriveva i repubblicani del nord-est e del Midwest che votarono contro i tagli proposti dall'amministrazione Ronald Reagan agli aiuti alle persone economicamente in difficoltà, in contrasto con i democratici "boll weevil", che votarono a favore di questi tagli. La falena zingara ("gypsy moth" in inglese) è una specie invasiva distruttiva per gli alberi negli Stati Uniti nordorientali.

### Repubblicani "cuckservative"
Nel 2015 il termine cuckservative, una combinazione di cornuto (cuckold) e conservatore (conservative), è stato reso popolare sul forum online 4chan e abbracciato sia dai troll di Internet che dall'alt-right nativista. Il metaforico "cuck" è rappresentato in un genere di pornografia interrazziale come un marito bianco masochista che permette alla moglie di fare sesso con un uomo di colore più forte, partecipando così alla sua stessa evirazione simbolica. Nel suprematismo bianco volgare il termine è un'accusa di cedere a interessi non bianchi su questioni come l'immigrazione o l'esposizione moderna della bandiera confederata; tuttavia, il termine è stato utilizzato (con diverse controversie) dai conservatori più tradizionali per denunciare i repubblicani i cui compromessi includevano lo scambio di voti, la moderazione retorica nei confronti dei donatori, la cooperazione con i democratici su una qualsiasi iniziativa particolare, o tentare di ottenere voti facendo appello a presunti ideali liberali.